# Прата (Параиба)
Прата (порт. Prata) — муниципалитет в Бразилии, входит в штат Параиба. Составная часть мезорегиона Борборема. Входит в экономико-статистический микрорегион Карири-Осидентал. Население составляет 3509 человек на 2006 год. Занимает площадь 192,012 км². Плотность населения — 18,3 чел./км².

## История
Город основан 7 января 1959 года. 

## Статистика
- Валовой внутренний продукт на 2003 год составляет 8 811 868,00 реалов (данные: Бразильский институт географии и статистики).
- Валовой внутренний продукт на душу населения на 2003 год составляет 2538,71 реалов (данные: Бразильский институт географии и статистики).
- Индекс развития человеческого потенциала на 2000 год составляет 0,608 (данные: Программа развития ООН).